# Vioolconcert (Brahms)
Johannes Brahms' vioolconcert in D, Op. 77 is een van de bekendste vioolconcerten.

## Ontstaan
Brahms begon in de zomer van 1878 aan dit concert in Pörtschach, waar hij de drukproeven van de (verwante) 2e symfonie in D corrigeerde. Het was een eerbetoon aan een vriendschap van vele jaren met de violist en componist Joseph Joachim. Brahms vroeg adviezen tijdens het componeren aan Joachim, die hij vervolgens nogal eens in de wind sloeg. De finale zou een zigeunerrondo worden, wat moet gezien worden als een compliment aan Joachim, die niet alleen Hongaar was maar ook een "Hongaars" vioolconcert had geschreven. Het concert is ook opgedragen aan Joachim. Zowel tijdens de première als op vele concertreizen is het concert door Joseph Joachim op viool met Brahms als dirigent uitgevoerd.

## Vorm
1. Allegro non troppo (D majeur)
2. Adagio (F majeur)

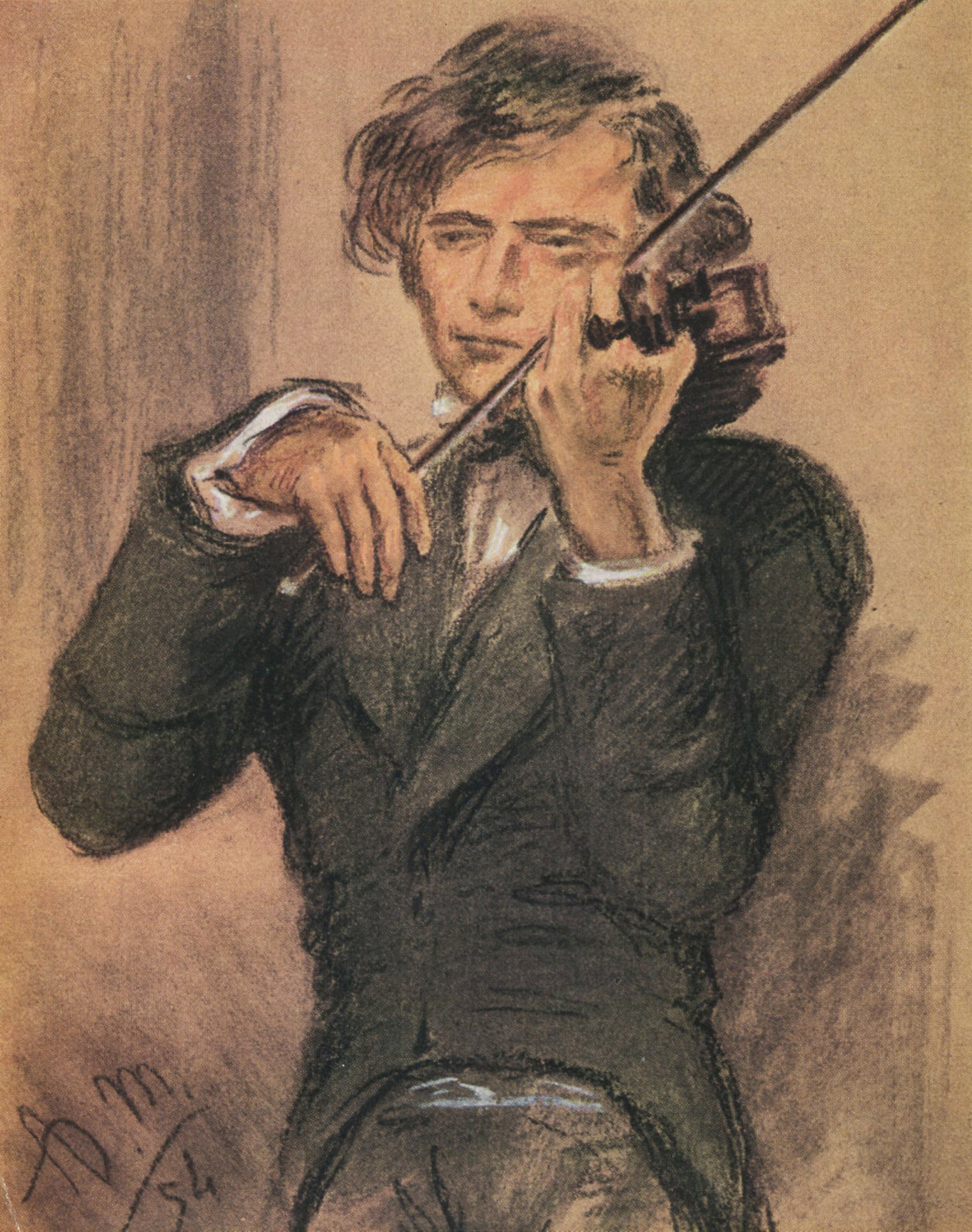
Joachim bij zijn eerste ontmoeting met Brahms in 1853 (Menzl)

3. Allegro giocoso, ma non troppo vivace - Poco più presto (D majeur)

De instrumentatie omvat naast de soloviool 2 fluiten, 2 hobo's, 2 klarinetten, 2 fagotten, 4 hoorns, 2 trompetten, pauken en strijkers.
De oorspronkelijke opzet was die van een symfonie: vier delen in plaats van drie. Uiteindelijk verving Brahms de twee middendelen toch door één adagio.
De bekendste en meest gespeelde cadens is van Joachim. Maar er zijn alternatieven: ook Leopold Auer, Hugo Heermann (beide leerlingen van Joachim), Jascha Heifetz (leerling van Auer), Henri Marteau (opvolger van Joachim aan de Berlijnse hogeschool), en diens opvolger Adolf Busch, Max Reger, Fritz Kreisler, George Enescu, Nigel Kennedy en Rachel Barton Pine schreven een cadens voor het concert, evenals Edmund Singer (een componist die tegelijk met Joachim werd opgeleid). Op een opname van Ruggiero Ricci is het concert gekoppeld aan zestien verschillende cadenzen. In 1913 schreef Busoni een cadens die in 2017 werd uitgevoerd door Isabelle Faust.
De cadens in de finale wijkt af van wat gebruikelijk is bij soloconcerten, omdat het orkest de cadens van de soloviool begeleidt.

### Allegro non troppo
In de uitgebreide orkestinleiding klinkt eerst het lyrische en zangerige hoofdthema, gevolgd door het energiek springende neventhema ter inleiding van de viool, die quasi-improviserend het hoofdthema omspeelt. Na de - niet door Brahms uitgeschreven - cadens (zie hierboven) volgt een kort coda.

### Adagio
Begint met een innige melodie voor de hobo. De viool valt laat in met vele expressieve variaties, die heftiger worden in het middendeel.

### Allegro giocoso, ma non troppo vivace - Poco più presto
Een temperamentvol rondo met Hongaarse trekken, waarbij de viool direct met het vurige hoofdthema inzet. Twee wat meer ingehouden lyrische tussengedeelten leiden elk steeds tot triomfantelijke passages rond het hoofdthema. In de coda wordt het thema met veel effect van andere ritmes voorzien.

## Ontvangst
De reacties op het concert waren gemengd. De dirigent Hans von Bülow achtte het een werk niet zozeer voor de viool, als wel een werk tegen de viool. Henryk Wieniawski noemde het werk onspeelbaar. De vioolvirtuoos Pablo de Sarasate wilde het niet spelen omdat hij weigerde "er maar wat bij te staan als de hobo de enige melodie van het concert zou spelen" (bedoeld wordt hier de hobosolo bij het begin van het Adagio).
Moderne luisteraars hebben meer begrip voor het werk, waarin Brahms niet probeerde het gebruikelijke vehikel voor het vertoon van virtuositeit te creëren. Brahms streefde een muzikaal hoger doel na. Soortgelijke discussies treft men ook bij Beethovens vioolconcert en Hector Berlioz' Harold en Italie.

## Technische eisen
Het vioolconcert is een van de belangrijkste werken uit het vioolrepertoire. Technisch is het concert zeer veeleisend: met een ruim gebruik van meerstemmigheid, gebroken akkoorden, snel passagewerk en ritmische variatie. Brahms was van huis uit pianist. Mogelijk was dat de reden dat het violistisch zo veeleisend is geworden. Ook bij het vioolconcert van Tsjaikovski (ook een pianist) wordt dat wel als de achtergrond van de veeleisendheid van zijn vioolconcert genoemd.
De keuze van Brahms voor D groot is van belang. De snaren van de viool zijn gestemd in G-D-A-E. De meeresonerende open snaren in de toonsoort D groot maken de klank briljanter. Ook andere grote vioolconcerten zijn in D: Beethoven, Tsjaikovski, Schumann en Sibelius.

## Bron
- het artikel op de Engelstalige wikipedia is voor een belangrijk gedeelte gevolgd (technische kant van de viool)
- Harenberg Konzertführer
- Paul Holmes/Paul van Leeuwen: Brahms, 1984